# Tatněfť-Arena
Tatněfť-Arena (rusky Татнефть-Арена) je krytá sportovní hala která je využívána hlavně k hokeji. Aréna se nachází v Kazani v Tatarstánu v Rusku. Kapacita arény je 10000 sedadel, otevřena byla 29. srpna v roce 2005. Arénu využívá k hokeji místní tým Ak Bars Kazaň hrající Kontinentální hokejovou ligu.